# Ареейру (станція метро)
38°44′33.50″ пн. ш. 9°8′0″ зх. д. / 38.7426389° пн. ш. 9.13333° зх. д.
Арее́йру (порт. Areeiro) — станція Лісабонського метрополітену. Знаходиться у центральній частині міста Лісабона, в Португалії. Розташована на Зеленій лінії (або Каравели), між станціями «Аламеда» і «Рома». Станція берегового типу, мілкого закладення. Введена в експлуатацію 18 червня 1972 року в рамках пролонгації теперішньої Зеленої лінії метрополітену у північному напрямку. Розташована в першій зоні, вартість проїзду в межах якої становить 0,75 євро. Станція має виходи до залізничної станції приміських поїздів Лінії Сінтри та Лінії Азамбужі.
Назва станції походить від назви однойменної місцевості, де вона локалізована, — Ареейру. Розташована під площею Франсішку Са Карнейру (порт. Praça Francisco Sá Carneiro) — відомого політичного діяча, засновника Соціал-Демократичної партії і колишнього прем'єр-міністра Португалії, що загинув 4 грудня 1980 року за загадкових обставин в авіакатастрофі.

## Опис
За архітектурою і декорацією станція нагадує інші невідреставровані станції Зеленої лінії. Архітектор оригінального проекту — Dinis Gomes, художні роботи виконала — Maria Keil (першопочатковий вигляд станції). Станція має лише один вестибюль підземного типу (у північній частині), що має три виходи на поверхню. На жаль, станція є однією з найдеградованіших станцій у Лісабонському метро, оскільки починаючи з 1972 року ніяких суттєвих робіт по її оновленню проведено не було. На станції заставлено тактильне покриття. 

## Режим роботи[5]
Відправлення першого поїзду відбувається з кінцевих станцій лінії:
- ст. «Кайш-ду-Содре» — 06:30
- ст. «Тельєйраш» — 06:30

Відправлення останнього поїзду відбувається з кінцевих станцій лінії:
- ст. «Кайш-ду-Содре» — 01:00
- ст. «Тельєйраш» — 01:00

## Галерея зображень

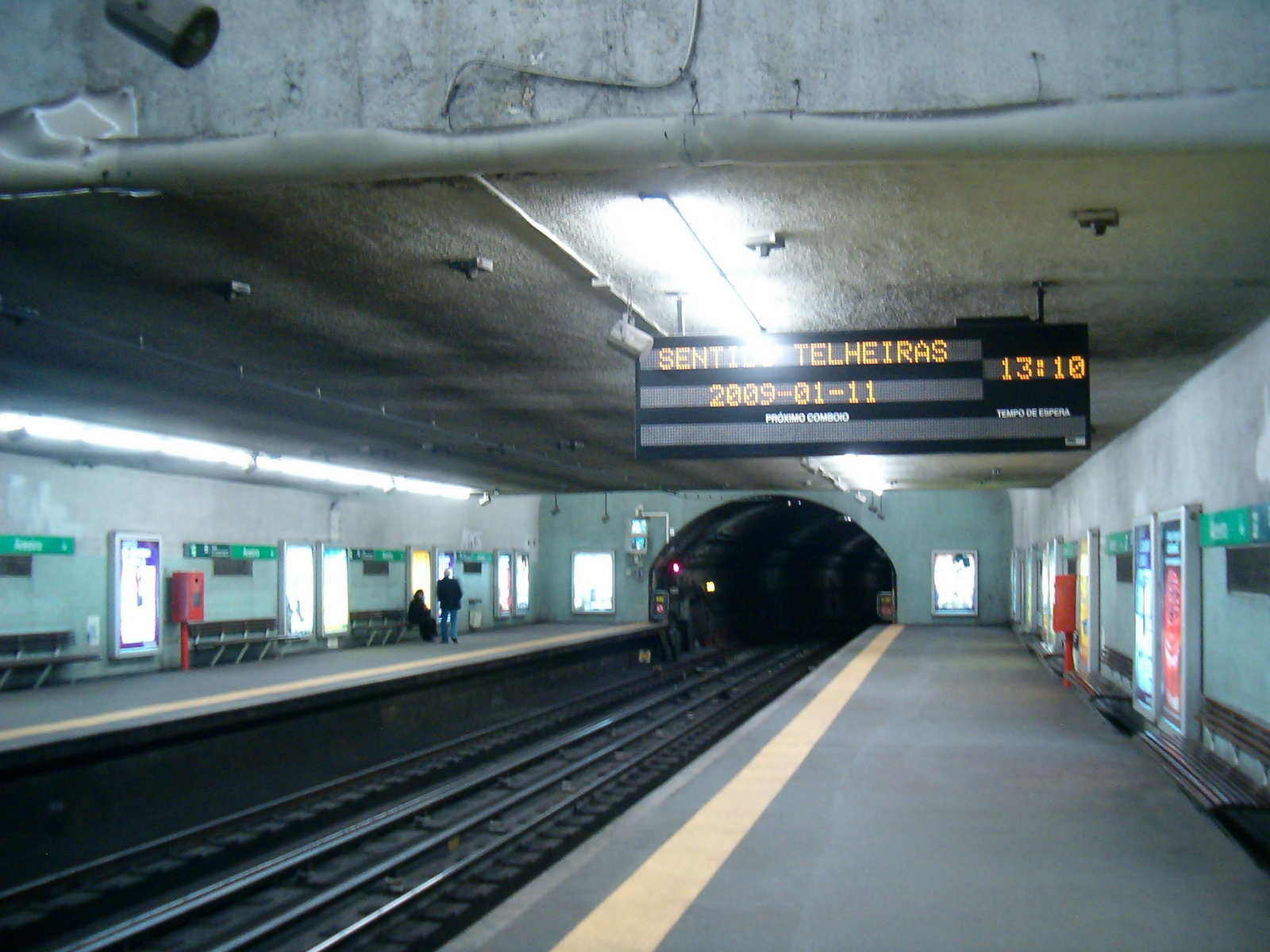
Головна зала і посадкові платформи
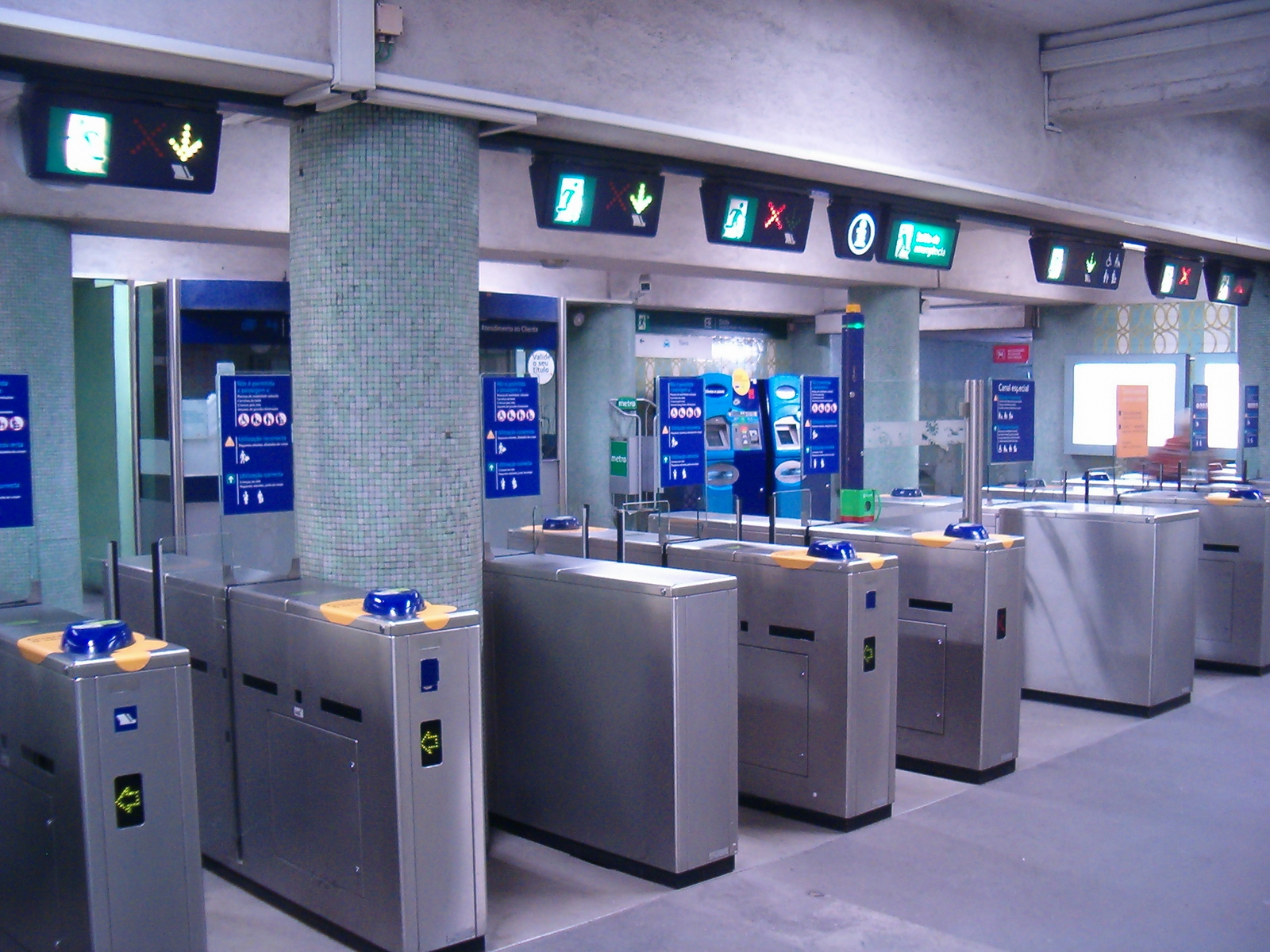
Пропускні турнікети у вестибюлі станції
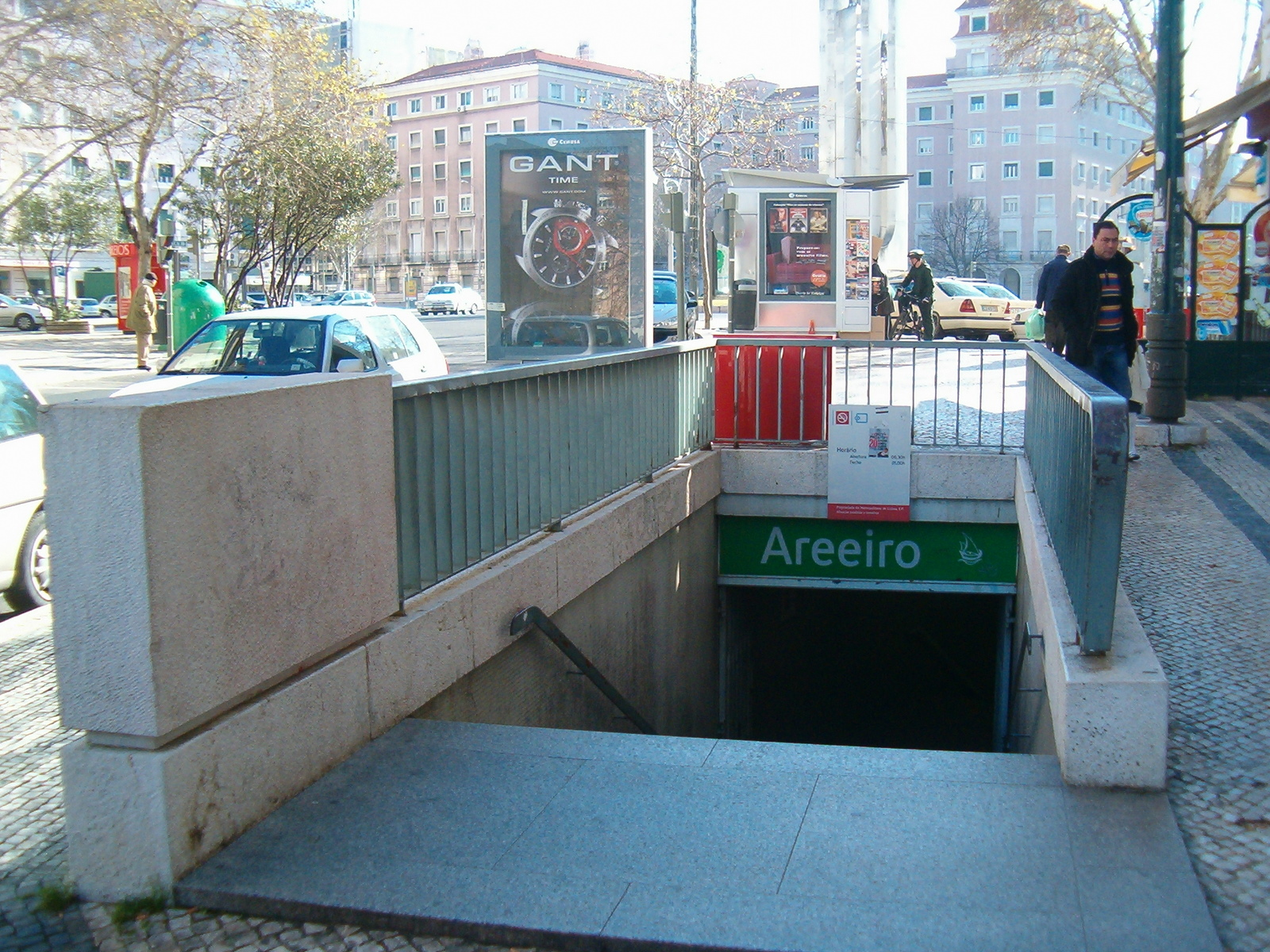
Вхід до станції з вулиці
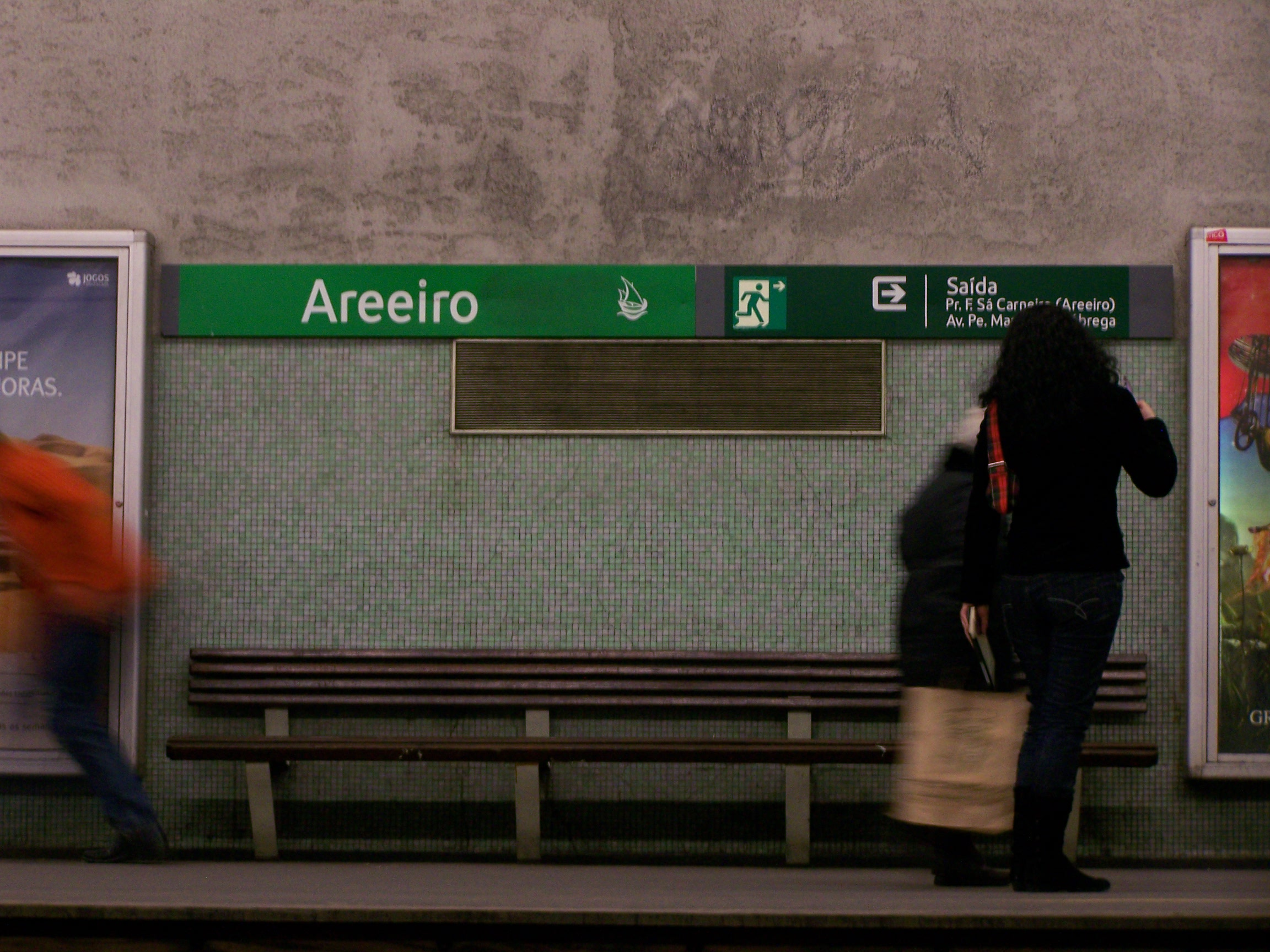
Декорація стін посадкової платформи